# Alià Moldagúlova
Alià Nurmukhambétovna Moldagúlova, rus: Алия́ Нурмухамбе́товна Молдагу́лова en kazakh Älïya Nurmuxamedqızı Moldağulova / Әлия Нұрмұхамедқызы Молдағұлова, també coneguda com a Lia Kurumgamb Moldagúlova, rus: Ли́я Курумгамб Молдагу́лова (25 d'octubre de 1925 - 14 de gener de 1944) fou una franctiradora soviètica durant la Gran Guerra Patriòtica. Fou guardonada amb el títol d'Heroïna de la Unió Soviètica el 1944, a títol pòstum.
A Moldagúlova se li va atribuir la mort de 78 soldats i oficials enemics durant la seva carrera,si bé algunes fonts eleven la xifra a 91.

## Biografia

### Infància
Moldagulova va néixer el 25 d'octubre de 1925 a Bulak, un poble de la província d'Aktobé al Kazakhstan.
Va perdre els seus pares durant la seva infància, motiu pel qual vivia amb el seu oncle a Alma-Atà. Al 1935 es va traslladar a Leningrad on el seu oncle es va inscriure a l'Acadèmia Militar de Logística i Transport. A la tardor de 1939, l'oncle va acordar que Alià, de 14 anys, estudiés a l'internat número 46.

### Participació en la Gran Guerra Patriòtica
Al juny de 1941, amb l'inici de la Gran Guerra Patriòtica, la família del seu oncle va ser evacuada. No obstant això, Alià va optar per quedar-se a Leningrad.
El 8 de setembre de 1941 es va iniciar el bloqueig de Leningrad. Al març de 1942, juntament amb la resta de nens de l'internat, Alià va abandonar l'assetjat Leningrad, a través del Llac Làdoga, per anar al poble de Viàtskoie, óblast de Iaroslavl.
Després de graduar-se a l'escola secundària Viatka, va rebre una beca per anar a estudiar a l'Escola d'Aviació Tècnica de Ríbinsk l'1 d'octubre de 1942.Després d'estudiar-hi durant tres mesos, va sol·licitar un permís per unir-se a l'Exèrcit Roig. Al maig de 1943, es va inscriure a l'Escola Central de Capacitació per a Dones Franctiradores, rus: Центральная женская школа снайперской подготовки, on va rebre entrenament per a la guerra. Al juliol d'aquest mateix any, després de graduar-se i fer el jurament militar, va ser desplegada juntament amb la 54a Brigada de Fusellers, juntament amb les seves amigues del centre d'entrenament.
En el curs de l'operació Leningrad-Nóvgorod a principis de gener de 1944, la 54a Brigada d'Infanteria va avançar al front a la ciutat de Novossokólniki (óblast de Pskov), on va trencar les defenses enemigues i va avançar cap al nord de la ciutat. Segons les memòries de G. V. Varxsavski, oficial polític del quart batalló, on la franctiradora Alià Moldagúlova va servir, parts de la brigada van anar al ferrocarril, a l'estació de Nasva, on es van trobar amb un intens foc enemic. Després d'haver pres posicions durant la nit, els homes de l'Exèrcit Roig van atacar a l'alba el 14 de gener de 1944. El batalló, les accions dels quals cobrien els franctiradors, es va encarregar de tallar el ferrocarril Novossokólniki-Dno, a prop de l'estació de Nasva i d'apoderar-se del poble de Kazatxikha. Tot i que la primera línia de defensa ja s'havia trencat amb èxit, l'atac es va veure rebutjat a causa del fort foc de defensa de l'enemic. En aquest moment crític, Alià Moldagúlova es va posar dempeus i va cridar: "Germans, soldats, seguiu-me".Aquell dia, Alià va participar en repel·lir els contraatacs de l'enemic tres vegades.
El 14 de gener de 1944, durant el combat cos a cos, Moldagúlova va ser afectada per l'explosió d'una mina terrestre i lleugerament ferida. Malgrat la ferida, va lluitar contra els combatents enemics fins que va ser ferida de mort i no va poder lluitar.Alià va aconseguir escriure una carta a la seva germana Sapura.El 4 de juny de 1944, Moldagúlova va rebre (pòstumament) el títol d'Heroïna de la Unió Soviètica i una Orde de Lenin.Fou sebollida en una fossa comuna a Monakovo, óblast de Pskov.

## Llegat
- El 9 de maig de 1995, com a part del 50è aniversari del final de la Segona Guerra Mundial, el Kazakhstan va emetre un segell dedicat a Alià Moldagúlova.[8]
- El 1997 es va erigir un monument dedicat a ella davant la plaça d'Astanà, a Almati.[9]

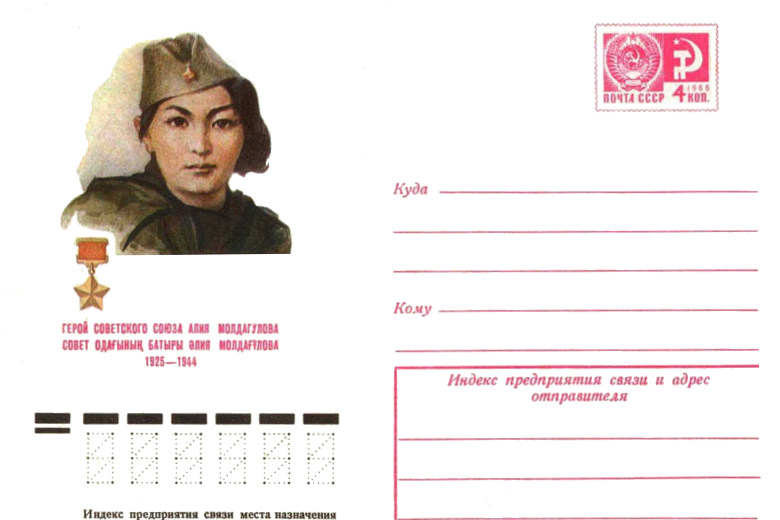
Sobre soviètic de 1975 dedicat a Moldagúlova
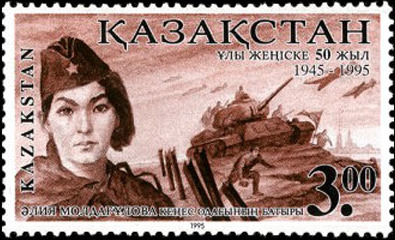
Segell del Kazakhstan de la sèrie dedicada al 50è aniversari de la Victòria, Alià Moldagúlova, 1995, 3 tenge (Michel 89)